# Nirva brockii
Nirva brockii Bergh, 1905 è un mollusco nudibranchio della famiglia Discodorididae, diffuso in Indonesia. È l'unica specie nota del genere Nirva.